# Île Saint-Lanne Gramont
Die Île Saint-Lanne Gramont ist mit 45,8 km² Fläche die viertgrößte Insel des Kerguelen-Archipels im südlichen Indischen Ozean. Sie ist nach Georges Saint-Lanne Gramont, einem Oberleutnant der Expedition von Raymond Rallier du Baty (1913) benannt. Sie wird durch Meerengen von der Île Foch im Osten und der Halbinsel Loranchet im Westen getrennt. Die Distanz zwischen der Pointe Cox im Norden und dem südlichsten Punkt der Insel beträgt etwa 16 Kilometer, die größte Breite rund 4 Kilometer. Der höchste Punkt der Insel liegt bei 473 Metern.